# Erhard Wikfeldt
Karl Erhard Wikfeldt, född 2 maj 1912 i Kårsta församling, Stockholms län, död 19 februari 2000 i Skäfthammars församling, Uppsala län, var en svensk folkskollärare, organist och tonsättare.

## Koraler
- Gud har skapat allting
- Tyst, likt dagg som faller
- Vackra törnrosbuske
- Vinden ser vi inte